# IEC 60309

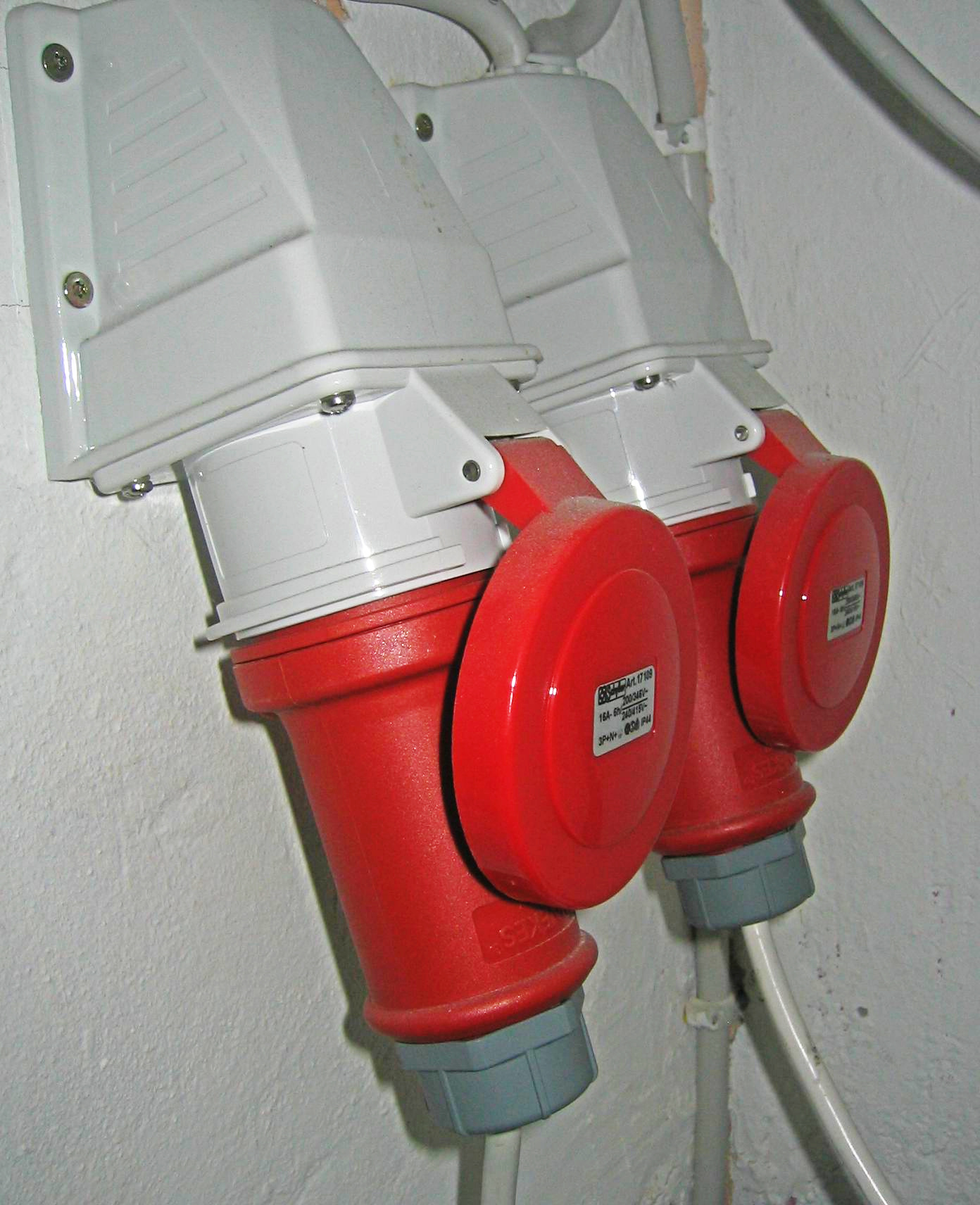
Dos tomacorrientes IEC-60309 conectados en montaje superficial sobre pared.

IEC 60309 (anteriormente IEC 309) es un estándar internacional de la Comisión Electrotécnica Internacional para "Enchufes de uso industrial", también conocidos como Cetac. El mayor voltaje permitido por la norma es 690 V CC o CA; la corriente más alta, 250 A; y la mayor frecuencia, 500 Hz (es decir 172,5 Vatios de potencia máxima). El rango de temperaturas es de −25 °C a 40 °C. Su equivalente europeo es la Norma EN 60309:1999.

## Estandarización
La IEC 60309-1 específica la funcionalidad general y los requerimientos de seguridad para todos los enchufes de elevada corriente para uso industrial.
La IEC 60309-2 específica un rango de los principales enchufes con tomas circulares, y diferentes números y configuraciones de las clavijas para aplicaciones distintas. 
La IEC 60309-3 trataba de los conectores para uso en ambientes explosivos, pero fue anulada en 1998. 
La IEC 60309-4 se ocupa de la interconexión entre clavijas y tomas y entre distintos conectores.

## Identificación de color

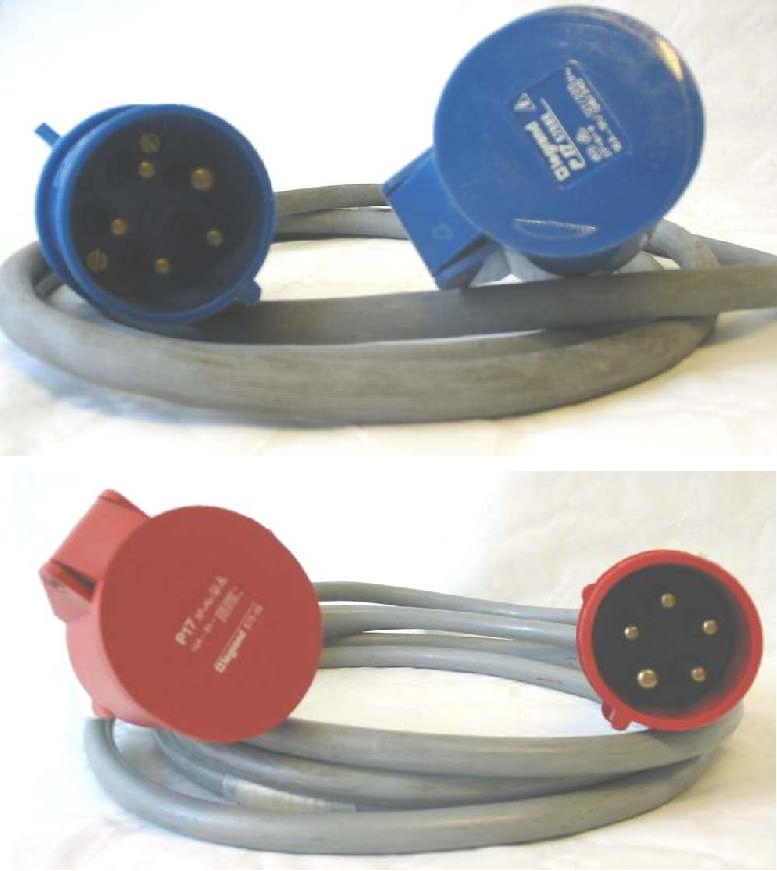
Cables trifásicos con conectores 3P + N + T (tres polos, neutro y tierra).

Los enchufes IEC 60309 (clavijas y tomas o bases) se identifican por colores. Para instalaciones típicas (donde la frecuencia es 50 Hz o 60 Hz), la codificación de color se basa en el voltaje (voltaje entre fases en el caso de instalaciones con sistemas polifásicos). Para frecuencias mayores se usan conectores de color verde.
| Características | Color |
| --------------- | ----- |
| Púrpura         |       |
| Blanco          |       |
| Amarillo        |       |
| Azul            |       |
| Rojo            |       |
| Negro           |       |
| Verde           |       |
| Gris            |       |